# Badkuipkromme
De badkuipkromme is de typische beschrijving voor de kosten die voor een apparaat of een machine ontstaan, gedurende de levensduur van dit apparaat of deze machine.
De kosten tijdens de begintijd ontstaan doordat apparaten of machines vaak nog modificaties moeten ondergaan om het geheel aan te passen aan de procesomstandigheden of de wensen van de gebruiker. Een tweede reden voor de hoge aanvangskosten zijn de defecten als gevolg van nieuwigheid. De slechte delen van een installatie zullen snel kapot gaan en moeten vervangen worden, terwijl de, overigens merendeels, goede delen zonder problemen overleven.
In de middenfase zijn de onderhoudskosten laag; de nieuwigheid is eruit en de overige delen doen het werk, waarvoor ze zijn ontworpen.
In de eindfases zullen de onderhoudskosten toenemen, doordat onderdelen van de installatie hun normale levensduur zullen bereiken en men probeert door modificaties de levensduur van de installatie te verlengen.
Het einde van de economische levensduur wordt normaliter bereikt indien de onderhoudskosten de afschrijvingen van een nieuwe machine gaan overstijgen.
In plaats van de kosten kan ook de kans op falen van het apparaat in een badkuipkromme uitgezet worden.